# Ratnapura
Ratnapura (இரத்தினபுரி na língua tâmil) (que quer dizer "Cidade das Gemas" tanto na língua cingalesa como na tâmil) é a cidade capital da província de Sabaragamuwa no Sri Lanca, e também do Distrito de Ratnapura. Há quem afirme que o seu nome provém do português rapadura, da palma produzida na região, mas é mais provável e aceite a explicação de que provém do cingalês "ratna" que significa "gema, pedra preciosa" e "pura" que significa "cidade" Ratnapura também é escrita "Rathnapura".
A cidade tem cerca de 48.000 habitantes, enquanto o distrito homónimo tem mais de 1.010.000 (2001), sendo 86,42% budistas, 9,88% hindus, enquanto o resto da população se declara cristã ou muçulmana.
A Reserva Florestal Sinharaja fica nas proximidades, bem como a montanha muito visitada chamada Pico de Adão.